# Lista de prêmios e indicações recebidos por Sandy
A cantora e atriz brasileira Sandy acumulou diversas vitórias e nomeações a prêmios musicais, da televisão e do cinema durante sua carreira, que teve início em 1990, quando ela formou com seu irmão, Junior Lima, a dupla vocal Sandy & Junior. A dupla encerrou as atividades em 2007. Durante esse período, Sandy recebeu indicações individuais e também compartilhadas com Junior em diversas premiações. Em 2010, deu início à sua carreira solo com o álbum Manuscrito, que também lhe rendeu indicações a prêmios da música. Ela venceu dois Prêmio Multishow de Música Brasileira, dois Troféu Internet, sete Meus Prêmios Nick, um Melhores do Ano, um Prêmio Extra de Televisão, quatro Capricho Awards, e recebeu indicações ao MTV Video Music Brasil e Prêmio Quem.

## Capricho Awards
| Ano  | Indicação   | Categoria               | Resultado |
| ---- | ----------- | ----------------------- | --------- |
| 2000 | Ela mesma   | A mais bem-vestida      | Venceu    |
| 2006 | Ela mesma   | Melhor Cantora          | Venceu    |
| 2006 | Ela mesma   | Mais Estilosa           | Venceu    |
| 2007 | Ela mesma   | Melhor Cantora          | Indicado  |
| 2007 | Ela mesma   | Mais estilosa nacional  | Venceu    |
| 2016 | Ela mesma   | Melhor Cantora Nacional | Indicado  |
| 2016 | "Me Espera" | Melhor Clipe Nacional   | Indicado  |

## Festival Internacional da Canção de Viña del Mar
| Ano  | Indicação | Categoria                        | Resultado |
| ---- | --------- | -------------------------------- | --------- |
| 2003 | Ela mesma | Rainha do Festival               | Venceu    |
| 2003 | Ela mesma | Miss Simpatia (Júri do festival) | Venceu    |

## Melhores do Ano
| Ano  | Indicação | Categoria      | Resultado |
| ---- | --------- | -------------- | --------- |
| 2001 | Ela mesma | Melhor Cantora | Indicada  |
| 2002 | Ela mesma | Melhor Cantora | Venceu    |
| 2003 | Ela mesma | Melhor Cantora | Indicada  |

## Meus Prêmios Nick
| Ano  | Indicação    | Categoria          | Resultado |
| ---- | ------------ | ------------------ | --------- |
| 2000 | Ela mesma    | Cantora favorita   | Venceu    |
| 2000 | Ela mesma    | Gata do Ano        | Venceu    |
| 2001 | Ela mesma    | Cantora Favorita   | Venceu    |
| 2001 | Ela mesma    | Gata do Ano        | Venceu    |
| 2001 | Estrela-Guia | Atriz Favorita     | Venceu    |
| 2002 | Ela mesma    | Cantora Favorita   | Venceu    |
| 2004 | Ela mesma    | Trabalho Solidário | Venceu    |
| 2006 | Ela mesma    | Cantora Favorita   | Indicado  |
| 2007 | Ela mesma    | Cantora Favorita   | Indicado  |

## MTV Video Music Brasil
| Ano  | Indicação      | Categoria      | Resultado |
| ---- | -------------- | -------------- | --------- |
| 2007 | Ela mesma      | Gostosa do Ano | Indicado  |
| 2010 | Ela mesma      | Artista do Ano | Indicado  |
| 2010 | "Pés Cansados" | Clipe Pop      | Indicado  |
| 2010 | "Pés Cansados" | Hit do Ano     | Indicado  |

## Prêmio Extra de Televisão
| Ano  | Indicação   | Categoria      | Resultado |
| ---- | ----------- | -------------- | --------- |
| 2017 | "Me Espera" | Tema de Novela | Venceu    |
| 2018 | "Areia"     | Tema de Novela | Indicada  |

## Prêmio Fiesp/Sesi de Cinema
| Ano  | Indicação | Categoria    | Resultado |
| ---- | --------- | ------------ | --------- |
| 2005 | Acquária  | Melhor Atriz | Indicado  |

## Prêmio Multishow de Música Brasileira
| Ano  | Indicação     | Categoria      | Resultado |
| ---- | ------------- | -------------- | --------- |
| 2000 | Ela mesma     | Melhor Cantora | Venceu    |
| 2001 | Ela mesma     | Melhor Cantora | Indicado  |
| 2002 | Ela mesma     | Melhor Cantora | Venceu    |
| 2003 | Ela mesma     | Melhor Cantora | Indicado  |
| 2004 | Ela mesma     | Melhor Cantora | Indicado  |
| 2005 | Ela mesma     | Melhor Cantora | Indicado  |
| 2011 | Manuscrito    | Melhor Álbum   | Indicado  |
| 2011 | "Quem Eu Sou" | Melhor Clipe   | Indicado  |
| 2017 | Ela mesma     | Melhor Cantora | Indicado  |
| 2017 | "Me Espera"   | Melhor Música  | Indicado  |

## Prêmio Quem de Cinema
| Ano  | Indicação          | Categoria              | Resultado |
| ---- | ------------------ | ---------------------- | --------- |
| 2014 | Quando Eu Era Vivo | Melhor Atriz de Cinema | Indicado  |

## Troféu Internet
| Ano  | Indicação | Categoria      | Resultado |
| ---- | --------- | -------------- | --------- |
| 2001 | Ela mesma | Melhor Cantora | Venceu    |
| 2017 | Ela mesma | Melhor Cantora | Indicado  |
| 2018 | Ela mesma | Melhor Cantora | Indicado  |
| 2019 | Ela mesma | Melhor Cantora | Indicado  |
| 2022 | Ela mesma | Melhor Cantora | Venceu    |

## Troféu Top TVZ
| Ano  | Indicação | Categoria               | Resultado |
| ---- | --------- | ----------------------- | --------- |
| 2011 | Ela mesma | Melhor Artista Nacional | 1° lugar  |

## Troféu Triângulo Rosa
O Troféu Triângulo Rosa é promovido pelo Grupo Gay da Bahia (GGB), mais antiga entidade do gênero registrada no Brasil. Foi criado para homenagear pessoas que apoiam a comunidade LGBT.
| Ano  | Indicação | Categoria              | Resultado |
| ---- | --------- | ---------------------- | --------- |
| 2012 | Ela mesma | Apoio à cidadania LGBT | Venceu    |